# Courroux
Courroux (hist. Lüttelsdorf) − miejscowość i gmina w północno-zachodniej Szwajcarii, we francuskojęzycznej części kraju, w kantonie Jura, w okręgu Delémont. 

## Demografia
W Courroux mieszka 3 313 osób. W 2020 roku 14,2% populacji gminy stanowiły osoby urodzone poza Szwajcarią. 